# (13181) Peneleos
(13181) Peneleos ist ein Asteroid aus der Gruppe der Jupiter-Trojaner. Damit werden Asteroiden bezeichnet, die auf den Lagrange-Punkten auf der Bahn des Jupiter um die Sonne laufen.
Der Himmelskörper wurde am 11. September 1996 am La-Silla-Observatorium der Europäischen Südsternwarte im Rahmen der Uppsala-DLR Trojan Survey entdeckt. Er ist dem Lagrangepunkt L4 zugeordnet.
Der Asteroid ist nach dem mythologischen König Peneleos, dem Anführer der Böoter benannt.
Der Sage nach gehörte er zu den im Trojanischen Pferd versteckten Helden.